# Radio Westerwolde
RTV Westerwolde is de lokale omroep voor de gemeenten Westerwolde (voorheen Vlagtwedde en Bellingwedde) en Pekela. Op 27 maart 1993 werd Radio Westerwolde de lokale omroep voor de gemeente Vlagtwedde. Enkele jaren later zou het zend- en verzorgingsgebied worden uitgebreid met de gemeenten Bellingwedde en Pekela. Tegenwoordig bedient Radio Westerwolde als streekomroep een gebied met circa 40.000 inwoners.

## Geschiedenis
In 1988 werd een begin gemaakt met de oprichting van de latere omroep Radio Westerwolde. Er werd een bestuur geformeerd, er was overleg met de gemeente Vlagtwedde, bij diezelfde gemeente werd een startsubsidie aangevraagd, er werd een stichting opgericht en er werd naar een geschikt onderkomen gezocht. Vijf jaar later werd in verzorgingstehuis De Bolderbörg in Vlagtwedde een kamer omgebouwd tot studio. Vanuit daar was op zaterdag 27 maart 1993 de eerste officiële uitzending van Radio Westerwolde te horen.
Nadat Radio Westerwolde zich voldoende had gevestigd in de regio werd in 1996 contact opgenomen met de buurgemeente Bellingwedde. Die gemeente was nog niet voorzien van een lokale omroep. Het commissariaat voor de media had geen bezwaar tegen de gebiedsuitbreiding. In diezelfde periode stopte Omroep Pekela en werd samen met B&W van de gemeente Pekela de vergunning voor de gemeente Pekela verworven. Het aantal vrijwilligers steeg in de loop der jaren van 30 naar 100. Noodzakelijk om het relatief grote gebied te kunnen bedienen. Extra zenders werden geplaatst in Oude Pekela en Bellingwolde. In 1999 verhuisde de omroep naar een nieuwe locatie middenin Vlagtwedde.

## Westerwolde voor KiKa

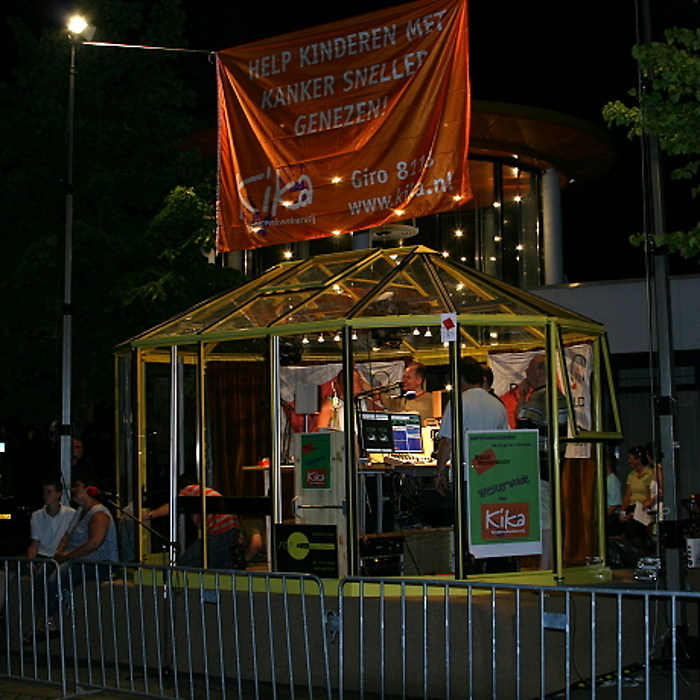
Glazen studio 2008

Van 29 juli tot en met 2 augustus 2008 maakte Radio Westerwolde tijdens de Week der Besten in Vlagtwedde een marathonuitzending voor KiKa. Vanuit een glazen studio werd 24 uur per dag uitgezonden. Met de actie haalde de omroep € 20.000,- op.

## Week der Besten
Van 2014 t/m 2017 had RTV Westerwolde tijdens de Week der Besten een marathonuitzending, elk jaar werd een goed doel gekozen in samenwerking met de stichting Week der Besten en horecagelegenheid Zaal 12, waar toen de studio werd neergezet. In 2014 werd 1.031.45 opgehaald voor het doel 'wij zitten hier voor kinderplezier', in 2015 5.103.00 voor het Ronald McDonald Huis als goed doel, in 2016 3.888.00 voor Stichting Make a Wish Nederland en in 2017 voor de Wensambulance Noord-Nederland met een bedrag van 8.000.00 euro.

## Groningen 1
Radio Westerwolde (sinds 2017 RTV Westerwolde) maakt deel uit van het samenwerkingsverband Groningen 1 (G1). Daarin zit ook RTV GO (Oldambt) opgenomen. Door samen te werken met de vrijwilligers van beide omroepen komen ze met informatie uit de streek te brengen op radio, TV en internet. Met programma's zoals De Dag Vanmorgen, Lunchtijd, Het Pakhuis Van De Hits, Het Gevoel Van De 80's & 90's, Plaatwerk & Jong&Wilt!. Daarnaast zijn er vaak op feestdagen speciale uitzendingen rond een bepaald thema in de muziek geschiedenis.

## Frequenties & Luister mogelijkheden
Radio Westerwolde heeft 4 FM frequenties in Zuid Oost Groningen.
- FM 106.5 (omgeving Ter Apel)
- FM 106.6 (omgeving Bellingwolde)
- FM 107.0 (omgeving Vlagtwedde)
- FM 107.3 (omgeving Pekela)

Daarnaast is Radio Westerwolde ook te beluisteren op DAB+ kanaal 12D, maar ook via een webstream kun je meekijken in de studio daar hangen en aantal camera's zodat je bij live programma's mee kunt kijken in de studio.